# La vedova (film 1918)
La vedova (Vdova) è un film del 1918 diretto da Theodor Komisarjevsky.